# 48 وول ستريت
48 وول ستريت (بالإنجليزية: 48 Wall Street)‏ (الذي كان في السابق مبنى البنك لنيويورك وشركة الأمان) هو ناطحة سحاب تبلغ 32 طابقًا وارتفاعها 512 قدمًا (156 مترًا)، وهي تقع في زاوية وول ستريت وشارع ويليام في منطقة المال في مانهاتن السفلى في مدينة نيويورك. بُنيت في الفترة من 1927 إلى 1929 بأسلوب النيوجورجيان والتجديد الاستعماري، وصممها بنجامين ويستار موريس.
الهيكل الحالي هو الثالث الذي بُني على نفس القطعة، حيثُ قام بنك نيويورك مسبقًا ببناء مبان على الموقع في عام 1797 وعام 1858. تم بناء الهيكل خلال فترة شهدت بناء العديد من ناطحات السحاب في مانهاتن السفلى.
انتقل بنك نيويورك من 48 وول ستريت في عام 1998، بعد ذلك تمت أعمال تجديد شاملة في المبنى. استخدم متحف التمويل الأمريكي قاعة البنك السابقة من عام 2007 حتى عام 2018، وأُستبدل بـ "ويل آند وول"، وهو مكان متعدد الاستخدام للفعاليات. تم تصنيف المبنى كأثر مدينة من قبل لجنة حفظ الآثار في مدينة نيويورك في عام 1998 وأُدرجت في السجل الوطني للأماكن التاريخية في عام 2003. كما يعتبر أحد الممتلكات المساهمة في منطقة تاريخ وول ستريت، وهي منطقة أُنشئت في عام 2007.

## الموقع
يقع مبنى 48 وول ستريت في الزاوية الشمال شرقية لشارع وول وشارع وليام، حيثُ يطل على شارع وول من الجنوب وشارع وليام من الغرب. يمتد المبنى على طول واجهة تبلغ 99 قدمًا (30 مترًا) على شارع وول و 125 قدمًا (38 مترًا) على شارع وليام. القطعة أماها مستطيلة بشكل كبير مع اختلافات بسيطة. يقع مبنى 55 وول ستريت عبر شارع وول مباشرة إلى الجنوب، ويقع مبنى 40 وول ستريت عبر شارع وليام إلى الغرب، بينما يشارك مبنى 52 وليام ستريت ومبنى 60 وول ستريت الكتلة المجاورة مباشرة إلى الشمال والشرق على التوالي.
الموقع يميل نحو الجنوب، حيث يكون الجانب المطل على شارع وول بمستوى أدنى قليل مقارنة بالجزء الشمالي للقطعة. وبالتالي، يكون الجانب المطل على شارع وول على نفس مستوى الردهة في الطابق الأول (والتي تم تصميمها على غرار القبو)، بينما يكون الطابق الثاني الذي يضم غرفة البنك مرتفعًا قليلًا عن شارع وليام. ربما انعكست هذه التصميمات نصيحة المهندس المعماري للبنك ألفريد هوبكنز التي أشار فيها إلى أن وجود البنك على منحدر يسمح "برؤية أفضل للداخل" وأن وجود قبو جزئي فوق الأرض يوفر تهوية أفضل للأقسام الموجودة هناك. مباشرة خارج الزاوية الجنوب شرقية للمبنى تقع مدخل محطة وول ستريت على خط القطار السريع لمدينة نيويورك برودواي - سفنث أفينيو (التي يخدمها القطاران 2 و 3).

## العمارة
مبنى 48 وول ستريت هو ناطحة سحاب ترتفع إلى 513 قدمًا (156 مترًا)، وهو مصمم بأسلوب النيو-جورجيان مع تكييفات من أسلوب التجديد الاستعماري. في العقد 1920، وأثناء بناء مبنى 48 وول ستريت، كانت المباني البنكية الجديدة في مدينة نيويورك تقسم عادة إلى نوعين: مبان صغيرة تستخدم حصرا للأغراض المصرفية ومبان كبيرة تجمع بين البنوك والمكاتب وتتضمن البنوك في أسسها. على الرغم من وجود أعداد تقريبية متساوية من كلا النوعين من المباني، حيثُ بُنيت المباني البنكية الكبيرة عادة على قطع أراضي ذات قيمة عقارية عالية، مثل منطقة المال. على الرغم من أن العديد من المباني البنكية المعاصرة لا تزال تستخدم أساليب النهضة اليونانية والنهضة البيزنطية، التي كانت شائعة قبل الحرب العالمية الأولى.

## التاريخ

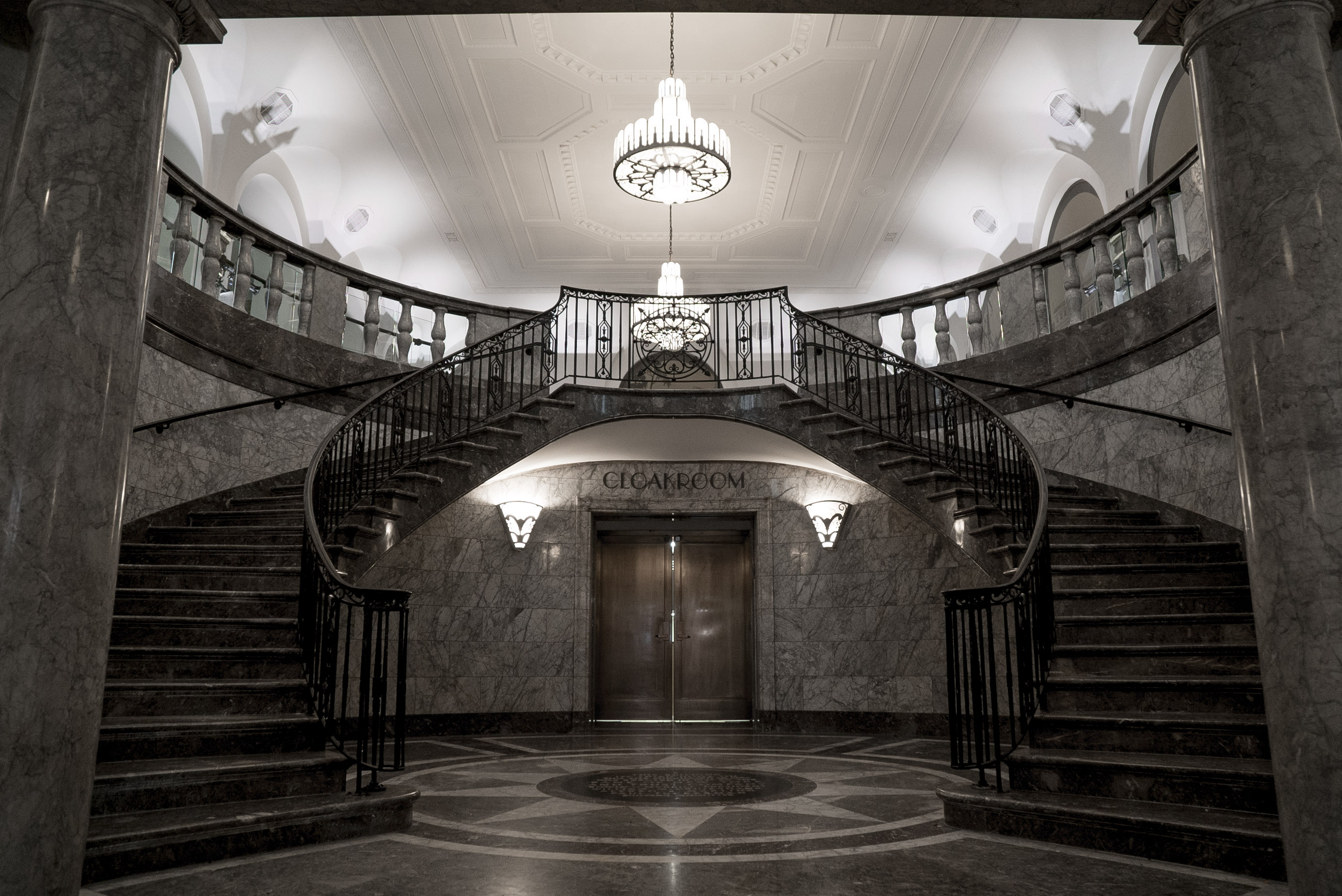
ردهة المصرف الرئيسية.

تأسس بنك نيويورك في عام 1784. كانت مكاتبه الأولى في القصر القديم لعائلة والتون على شارع بيرل، في منطقة المال الحالية، لكن البنك انتقل إلى موقع في ساحة هانوفر في عام 1787. تسع سنوات لاحقًا، كانت هيئة البنك تبحث عن "مرافق أفضل وموقع أكثر جاذبية"، وقررت الانتقال إلى زاوية شارع وول وشارع ويليام مقابل تكلفة 10,000 جنيه نيويورك. تم بناء الهيكل الجديد "بالخزائن اللازمة لأعمال البنك"، وانفتح في 23 أبريل 1798. بعد عدة سنوات، تمت تقليص 7 أقدام (2.1 متر) من الجانب الذي يطل على شارع ويليام عندما تم توسيع هذا الشارع، وتلقى البنك تعويضًا قدره 35,000 دولار (ما يعادل 684,000 دولار في عام 2022).

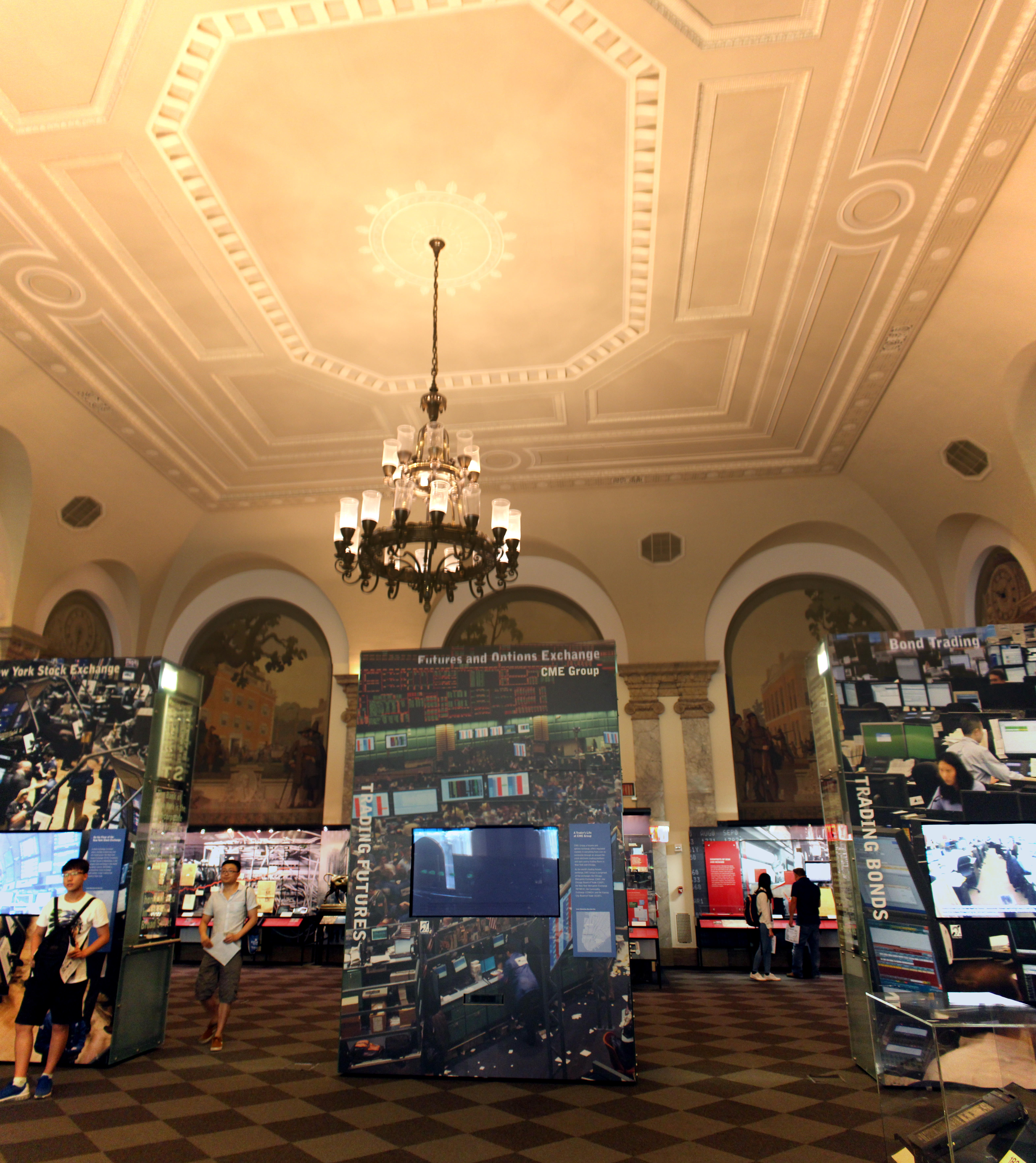
الجزء الداخلي من المبنى يستخدم كمتحف للتمويل الأمريكي.

في السنوات التالية، بدأت البنوك الأخرى في الانتقال إلى المباني السكنية على وول ستريت، وبحلول عقد 1820، كانت المؤسسات المالية تشكل معظم المستأجرين. في منتصف القرن التاسع عشر، قامت العديد من البنوك في وول ستريت بتدمير هياكلها السابقة لبناء مباني جديدة بأسلوب النهضة اليونانية والإيطالية. من بين هذه البنوك كان بنك نيويورك، الذي وافق في عام 1856 على خطة لبناء هيكل يتألف من أربعة طوابق وفقًا لمخططات من تصميم فو وويذرز. تم الانتهاء من الهيكل في عام 1858. كان المبنى مصنوعًا من الصوان والطوب وكان يبلغ 126 قدمًا (38 مترًا) على شارع ويليام و 38 قدمًا (12 مترًا) على شارع وول. غرفة البنك الداخلية، التي كانت تحتوي على سقف بارتفاع 26 قدمًا (7.9 مترًا)، كانت تقع في الطابق الأول والثاني في الطرف الشمالي (الخلفي) للمبنى. تم بناء طابقين إضافيين في عام 1880، بما في ذلك سقف من نوع المنصار على الطابق العلوي.

## استقبال النقاد وتصنيفات المعالم

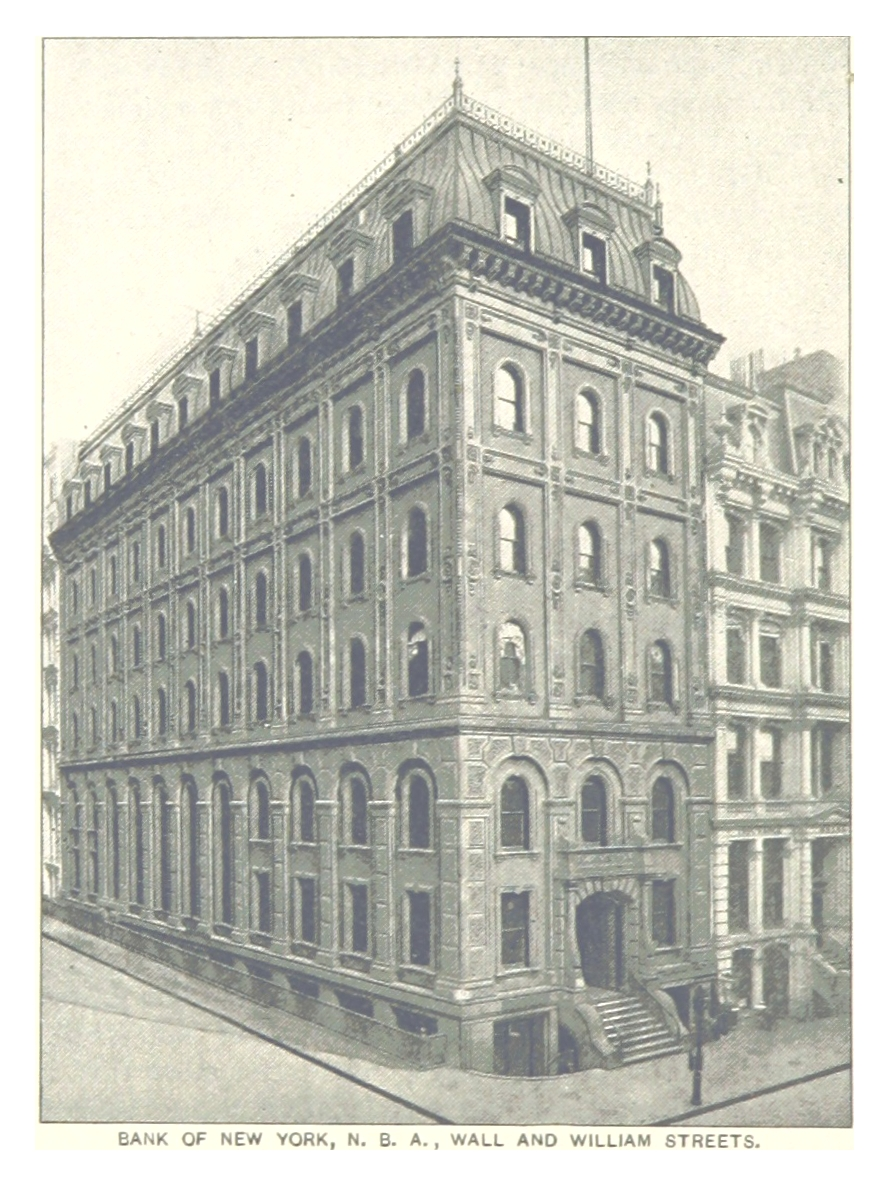
الهيكل السابق، شوهد في عام 1893.

بعد افتتاح 48 وول ستريت، وصفه الرئيس التنفيذي لبنك نيويورك وشركة الأمان، إدوين ميريل، بأنه "دليل بصري على نيت البنك في متابعة التطورات الزمنية". كتبت مجلة العقارات الحقيقية في عام 1927 أنه في الهندسة المعمارية لـ 48 وول ستريت، يحاول البنك "المحافظة على كرامة وإحساس" نيويورك سيتي في القرن الثامن عشر. وأشارت مجلة البنكرز في عام 1929 إلى أن "الإحساس الاستعماري تم مراعاته بشكل مناسب في معالجة كل من الجوانب الداخلية والخارجية"، وأثنت على اللوحات الجدارية بألوانها الناعمة ووصفتها بأنها تتمتع بـ "هواء هادئ". في كتاب صدر عام 1987، وصف المهندس المعماري روبرت إيه إم ستيرن تكوين المبنى بأنه بسيط و "آسر".
قامت لجنة حفظ الآثار في مدينة نيويورك بتصنيف الواجهة الخارجية للمبنى كمعلم تاريخي في أكتوبر 1998. تمت إضافة 48 وول ستريت إلى السجل الوطني للأماكن التاريخية (NRHP) في عام 2003.
بعد افتتاح 48 وول ستريت، وصفه الرئيس التنفيذي لبنك نيويورك وشركة الأمان، إدوين ميريل، بأنه "دليل بصري على نيت البنك في متابعة التطورات الزمنية". كتبت مجلة العقارات الحقيقية في عام 1927 أنه في الهندسة المعمارية لـ 48 وول ستريت، يحاول البنك "المحافظة على كرامة وإحساس" نيويورك سيتي في القرن الثامن عشر. وأشارت مجلة البنكرز في عام 1929 إلى أن "الإحساس الاستعماري تم مراعاته بشكل مناسب في معالجة كل من الجوانب الداخلية والخارجية"، وأثنت على اللوحات الجدارية بألوانها الناعمة ووصفتها بأنها تتمتع بـ "هواء هادئ". في كتاب صدر عام 1987، وصف المهندس المعماري روبرت إيه إم ستيرن تكوين المبنى بأنه بسيط و "آسر".
قامت لجنة حفظ الآثار في مدينة نيويورك بتصنيف الواجهة الخارجية للمبنى كمعلم تاريخي في أكتوبر 1998. تمت إضافة 48 وول ستريت إلى السجل الوطني للأماكن التاريخية (NRHP) في عام 2003.